# Gianmarco Garofoli
Gianmarco Garofoli (Ancona, 6 ottobre 2002) è un ciclista su strada italiano che corre per il team Soudal Quick-Step. È professionista dal 2023.

## Palmarès
- 2019 (Juniores)[1]

Giro di Primavera
Coppa Dondeo
Trofeo Giovani Promesse (campionato regionale Marche)
Campionati italiani, Prova in linea Junior
Mare e Monti Recanati-Pievetorina
Trofeo Garofoli Porte
Trofeo Buffoni
Trofeo Caviro Firenze-Faenza
- 2020 (Juniores)[2]

Cronometro del Levante (campionato regionale Puglia)
Coppa Sportivi di Bagnolo
Cronometro Città di Latina (campionato regionale Lazio)
- 2021 (Development Team DSM, una vittoria)

2ª tappa Giro della Valle d'Aosta (Valtournenche > Breuil-Cervinia)
- 2022 (Astana Qazaqstan Development, una vittoria)

Coppa Messapica

### Altri successi
- 2021 (Development Team DSM)

Classifica giovani Giro della Valle d'Aosta

## Piazzamenti

### Grandi Giri
- Giro d'Italia

2025: 31º
- Vuelta a España

2024: 48º

### Classiche monumento
- Giro di Lombardia

2023: 99º
2024: 41º

### Competizioni mondiali
- Campionati del mondo

Yorkshire 2019 - In linea Junior: 5º

### Competizioni continentali
- Campionati europei

Plouay 2020 - Cronometro Junior: 19º
Trento 2021 - In linea Under-23: 38º